# Emiliano Salinas
Carlos Emiliano Salinas Occelli (19 de febrero de 1976), conocido como Emiliano Salinas, es una personalidad pública de México, vicepresidente de Prorsus Capital e hijo de Carlos Salinas de Gortari, quien fue presidente de México entre 1988 y 1994.

## Historia
Era un estudiante en la escuela primaria del Liceo Mexicano Japonés en la Ciudad de México. Antes de trabajar en Prorsus Capital, Salinas recibió su licenciatura en economía del Instituto Tecnológico Autónomo de México; más tarde, recibió su doctorado en economía de la Universidad de Harvard.
Salinas trabajó como analista financiero para el Lazard Freres S.A. El banco de inversión LLC en la Ciudad de Nueva York, donde tomó parte en fusiones y adquisiciones que implican Telefónica de España, Anheuser-Busch InBev, y Revlon entre otros.
Habiendo sido educado en México, Suiza, Francia y los Estados Unidos, Salinas habla español, francés e inglés.
Además de servir como vicepresidente de Prorsus Capital, Salinas es coordinador general de movimiento EN LAK'ECH en México.
Emiliano llevó una relación sentimental de noviazgo muy estable con la actriz mexicana Ludwika Paleta. con quien se unió en matrimonio en abril de 2013.
Participó como orador en el evento TED en idioma español desde México, siendo el primer video que fue traducido con subtítulos en inglés para el sitio oficial de TED.

## Inlak´ech
Emiliano Salinas junto con un grupo de ciudadanos forma parte del movimiento Inlak´ech por la paz en México, una Organización No Gubernamental que se dedica a hacer trabajo ciudadano para rescatar espacios públicos en pro de la paz ciudadana en la república mexicana. In Lak’Ech viene del maya, que significa "tú eres mi otro yo"; este nombre se eligió para que las personas se dieran cuenta de que "todo lo que hagan a otras, se lo están haciendo a ellas también". Comenzó en el 2008 y hoy ya cuenta con 26 grupos en más de 15 ciudades y con 20 programas que cuentan con tres objetivos:
1.- Recuperar espacios que se han perdido por el miedo y la violencia.
2.- Construir una red de vecinos.
3.- Realizar actividades para fortalecer los lazos entre las personas.

## NXIVM
Perteneció, promocionó activamente y fue parte del consejo directivo de la secta NXIVM, condenada penalmente en Estados Unidos por sadismo y esclavitud sexual.

## Teatro y ensayos
Salinas participó como productor de Sicario, obra de teatro (danza aérea) que ha recibido críticas positivas en la prensa de México. Durante sus estudios en Harvard, Salinas publicó un ensayo titulado "La organización de la corrupción: horizontes políticos e intereses especiales" que ganó el Premio Anual de Investigación sobre Corrupción en México 2006, organizado por la Secretaría de la Función Pública y la Universidad Nacional Autónoma de México.